# Jean Keller (Architekt)
Jean Keller (* 28. März 1844 in Darmstadt; † 22. November 1921 in Augsburg; vollständiger Name: Johann Heinrich Cornelius Keller) war ein deutscher Architekt des Historismus bis hin zur beginnenden Architekturmoderne. Er war zu seiner Zeit einer der bekanntesten Architekten in Augsburg und prägte die lokale und regionale Architektur. Seine Tätigkeit erstreckte sich bis in den Bereich der Innenraumgestaltung und des Entwurfs von Möbeln. Keller war umfangreich für Friedrich von Hessing tätig, den Begründer der seinerzeit europaweit größten orthopädischen Kur- und Heilanstalt in Augsburg-Göggingen.

## Bauten (Auswahl)

### Augsburg
- um 1875: Wohnhaus Schaezlerstraße 8 (Fassade spätklassizistisch gegliedert)
- Wohnhaus Schaezlerstraße 3 (für den Neubau der Zentrale der Lechwerke AG abgerissen)
- vor 1892: „Haag-Villa“, Johannes-Haag-Straße 14, Direktorenvilla der ehemaligen Johannes Haag Maschinen- und Röhrenfabrik AG (Begründer der deutschen Zentralheizungsindustrie, aufgegangen in der Sulzer AG) (Neurenaissance; heute im Besitz der Stadtwerke Augsburg)
- 1881–1893: Mutterhaus der Evangelischen Diakonissenanstalt mit Kapelle und Park-Einfriedung, Frölichstraße 17 (neugotischer Backsteinbau)
- Fabrikgebäude der Augsburger Kammgarn-Spinnerei (AKS), Schäfflerbachstraße 26
Große Teile der einstmals über etwa 50 Hektar ausgedehnten, heute jedoch weitgehend zerstörten Baulichkeiten stammten von Jean Keller. Von den Bauten Kellers sind erhalten: altes Dampfmaschinenhaus, 1893; zwei Direktorenvillen mit Waschhaus; ehemaliges Wasch- und Badehaus der Arbeitersiedlung der AKS, 1879, neubarocke Putzgliederung; Sortierungsgebäude im Stil einer „Industrie-Basilika“; Kopfbau der Nordwestsheds im Stil eines Fabrikschlosses (dort heute Bayerisches Textil- und Industriemuseum, „tim“)
- um 1903–1912: Fabrikgebäude der ehemaligen Vereinigte Schuhfabrik Berneis-Wessels, August-Wessels-Straße 5 (zum größten Teil um 1903–1912 nach Plänen von Keller, Eduard Rottmann und Philipp Jakob Manz)
- 1903–1906/1907: Fabrik- und Verwaltungsgebäude des Metallindustrieunternehmens J. N. Eberle & Cie. GmbH in Augsburg-Pfersee, Eberlestraße 28 (erste Laubsägenfabrik der Welt; heute zur Greiffenberger AG gehörend) (Backsteinbau im Jugendstil)
- 1910: Verwaltungsgebäude der Landesversicherungsanstalt für Schwaben und Neuburg, Holbeinstraße 10 (neubarock, im Stil italienischer Paläste; heute durch das Staatliche Vermessungsamt genutzt)
- 1907: Wohngebäude der Landesversicherungsanstalt für Schwaben und Neuburg, Holbeinstraße 12 (neubarock; heute Sozialgericht)
- 1894/1897: Umbau des ehemaligen Bürgerhauses Ulrichsplatz 12 (Martini-Palais; heute Sitz einer Anwaltskanzlei)
1894 Umbau des Rückgebäudes im Innenhof und des Treppenturms im Stil der Neorenaissance, 1897 Umbau der neubarocken Vorderfassade sowie Innenausbau des im Kern älteren Gebäudes; Bauherr war der Textilunternehmer Martini, damals Besitzer der vormaligen Schüle’schen Kattunfabrik.
- 1898–1899: Umbau eines ehemaligen Fuggerhauses zum neugotischen Kaufhaus Kröll & Nill, Annastraße 19 (kriegszerstört)

### Augsburg-Göggingen

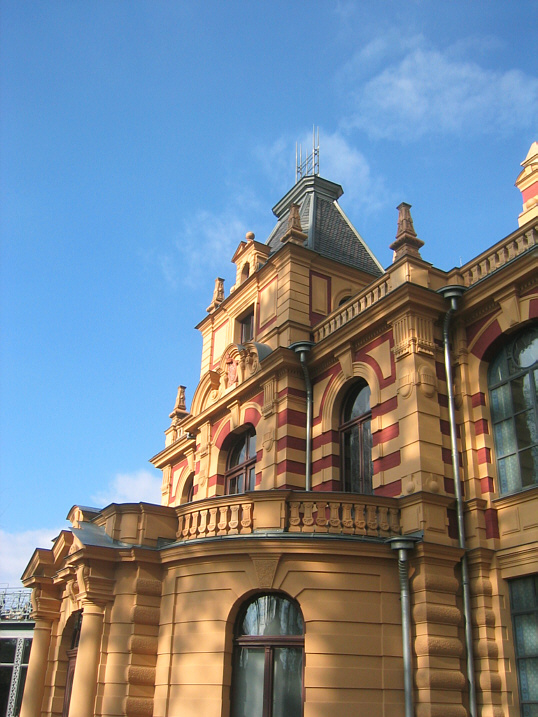
Kurhaus Göggingen

- mehrere Bauten für die Hessing’sche Ökonomie- und Heilanstalt (zur Bauzeit Europas größte orthopädische Fachklinik; Bauherr war Hofrat Friedrich von Hessing; Gesamtanlage in romantisch-neubarocken Stilformen des Historismus)
  - ab 1868: Hauptgebäude (heute „Hessing-Klinik“), Hessingstraße 17 (Ost- und Südflügel mit neubarocken Westgiebeln erhalten)
  - 1875: Ehrenhof / Drei-Flügel-Anlage der Milchkuranstalt, Klausenberg 8a–c (Ostflügel noch erhalten und unter anderem genutzt als Fahrradgeschäft; Kopf- und Westbau durch Neubau ersetzt)
  - 1885–1886: Multifunktionstheater, Klausenberg 6
Das in Glas-Eisen-Stein-Bauweise errichtete Gebäude vereint multifunktional Gesellschaftshaus, Kurhaus, Theater und Palmenhaus / Wintergarten; es war umgeben von einem zeittypischen Landschaftsgarten nach englischen Vorbildern des pleasure garden. Es ist zumindest europaweit das einzig erhaltene Bauwerk dieser Art aus dieser Zeit. Nach erheblichen Veränderungen durch Umbauten und nach einem Brand am 30. Oktober 1972 wurde es von 1988 bis 1998 originalgetreu restauriert und wird heute von der Parktheater GmbH genutzt.
  - 1888: ehemalige Kapelle der Hessing-Anstalt
  - 1890–1893: Anstaltskirche St. Johannes, heute Kapelle der Hessing-Klinik, Wellenburger Straße 12 (außen neubarock, innen neugotisch)

### Landkreis Augsburg
- 1894–1895: Schloss in Fischach-Lehnersberg (zweigeschossiger Satteldachbau mit Fachwerkoberteil)
- 1898–1899: Umbau des Schlosses in Hurlach

### Allgäu
- ab 1882: Villa für Edmund Probst (Unternehmer in Mechanische Bindfadenfabrik Immenstadt) in Immenstadt im Allgäu, Adolph-Probst-Straße 6 (nach anderen Quellen um 1890/1895 erbaut; heute „Villa Edelweiß“ genannt und als Städtische Musikschule genutzt)
- 1914–1917: „Wasach-Sanatorium“ (Tuberkulose-Lungenheilanstalt) in Tiefenbach bei Oberstdorf, Wasachstraße 41 (heute Fachklinik für Orthopädie und Rheumatologie der Deutschen Rentenversicherung Schwaben)

### Mittelfranken
- große Kuranlage in Wildbad bei Rothenburg ob der Tauber, im Taubergrund unterhalb der Stadt Rothenburg